# 파스텔 색

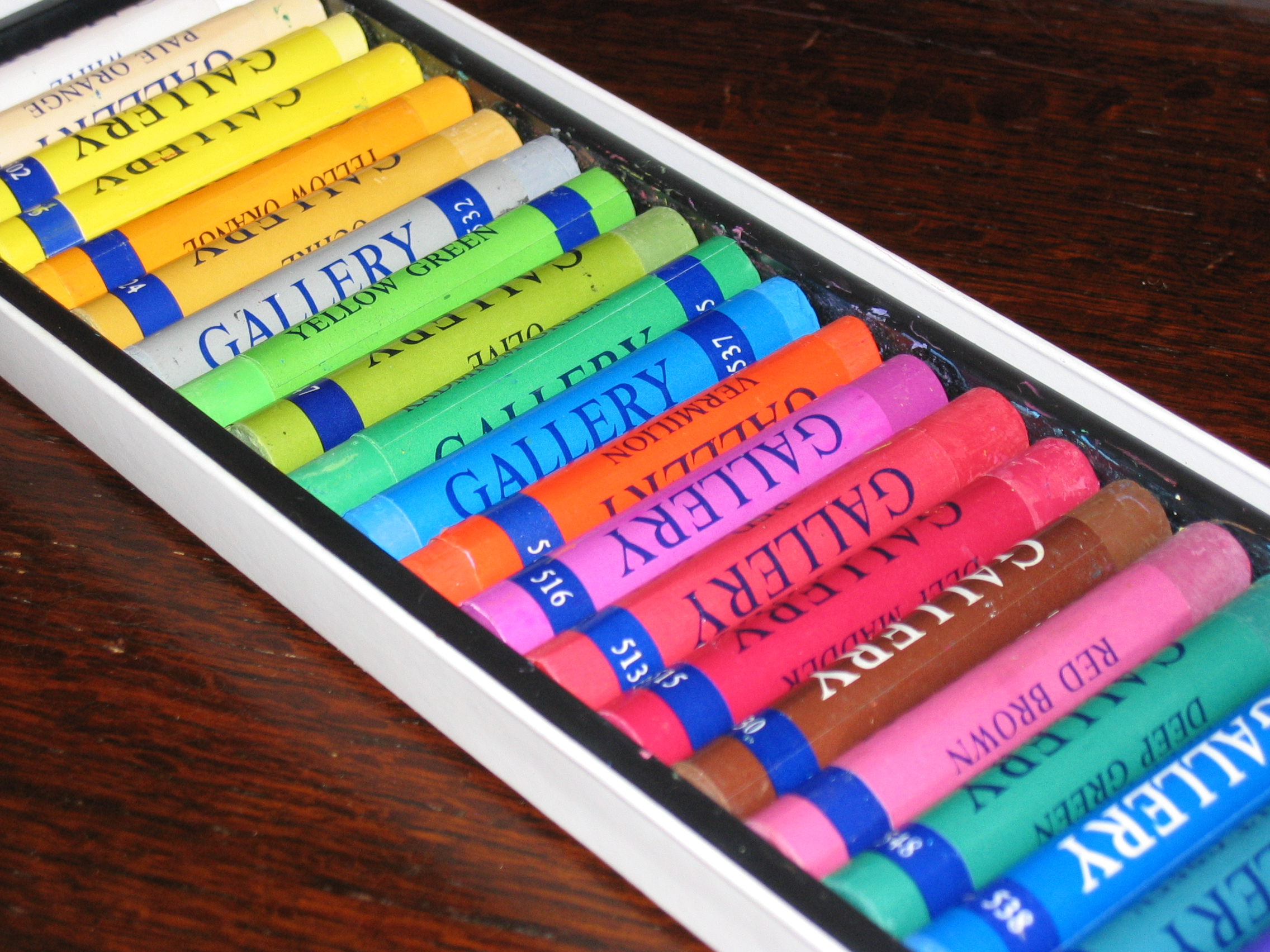
그림에 사용되는 파스텔.

파스텔 색은 HSV 색상 공간 에서 설명할 때 밝고 채도가 낮은 옅은 계열의 색을 통칭한다. 파스텔과 비슷한 색을 지녔기 때문에 파스텔이라는 이름이 붙었다.
일반적으로 잘 사용되는 파스텔 색으로는 분홍, 연보라,, 베이비 블루, 민트 그린 등이 있다.

## 예시 색
| 파스텔 색의 헥스 코드 | 파스텔 색의 헥스 코드 | 파스텔 색의 헥스 코드 |
| --------------------- | --------------------- | --------------------- |
| fea3aa                | f8b88b                | faf884                |
| baed91                | b2cefe                | f2a2e8                |

## 갤러리

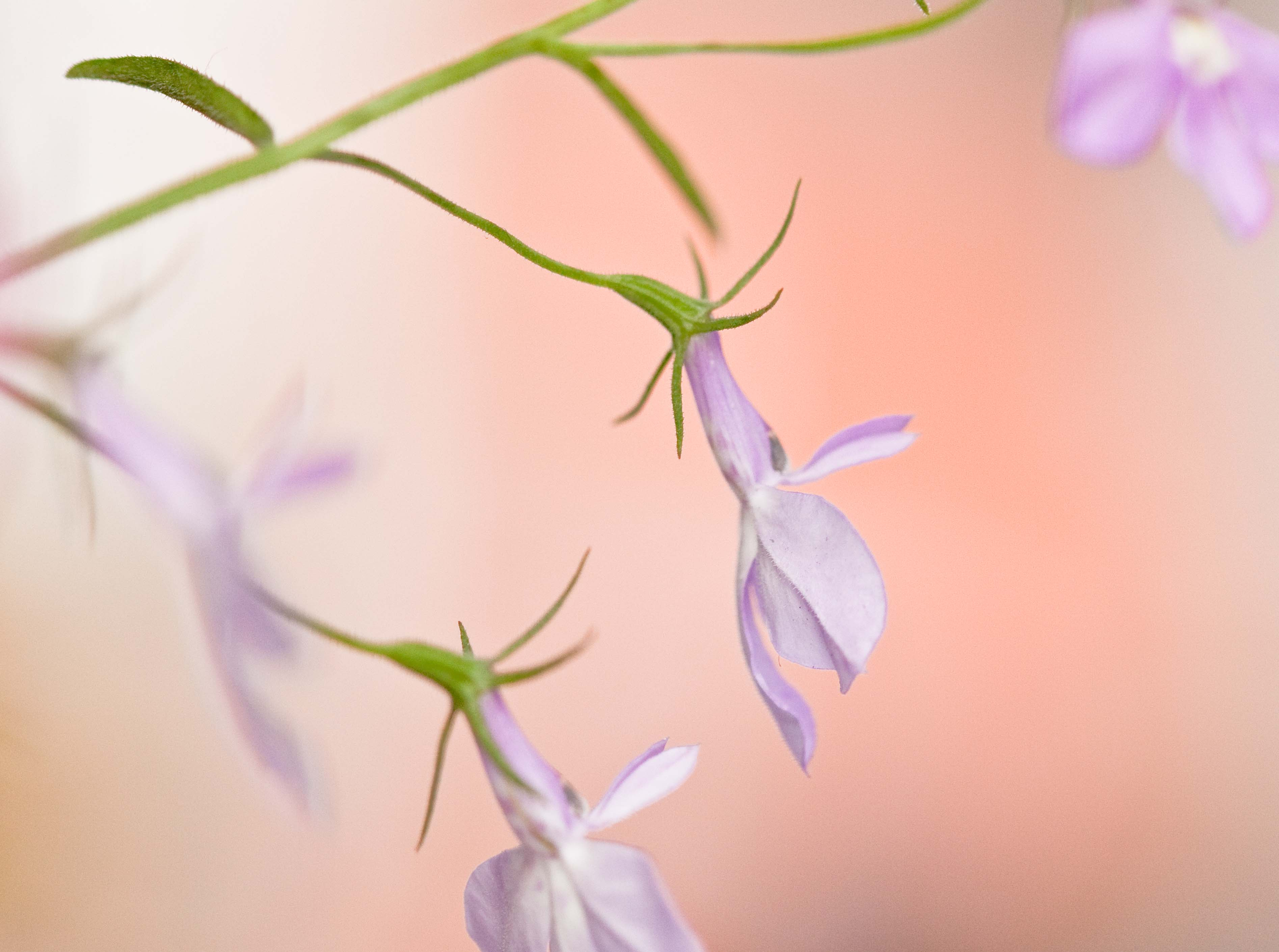
연보라색 꽃.
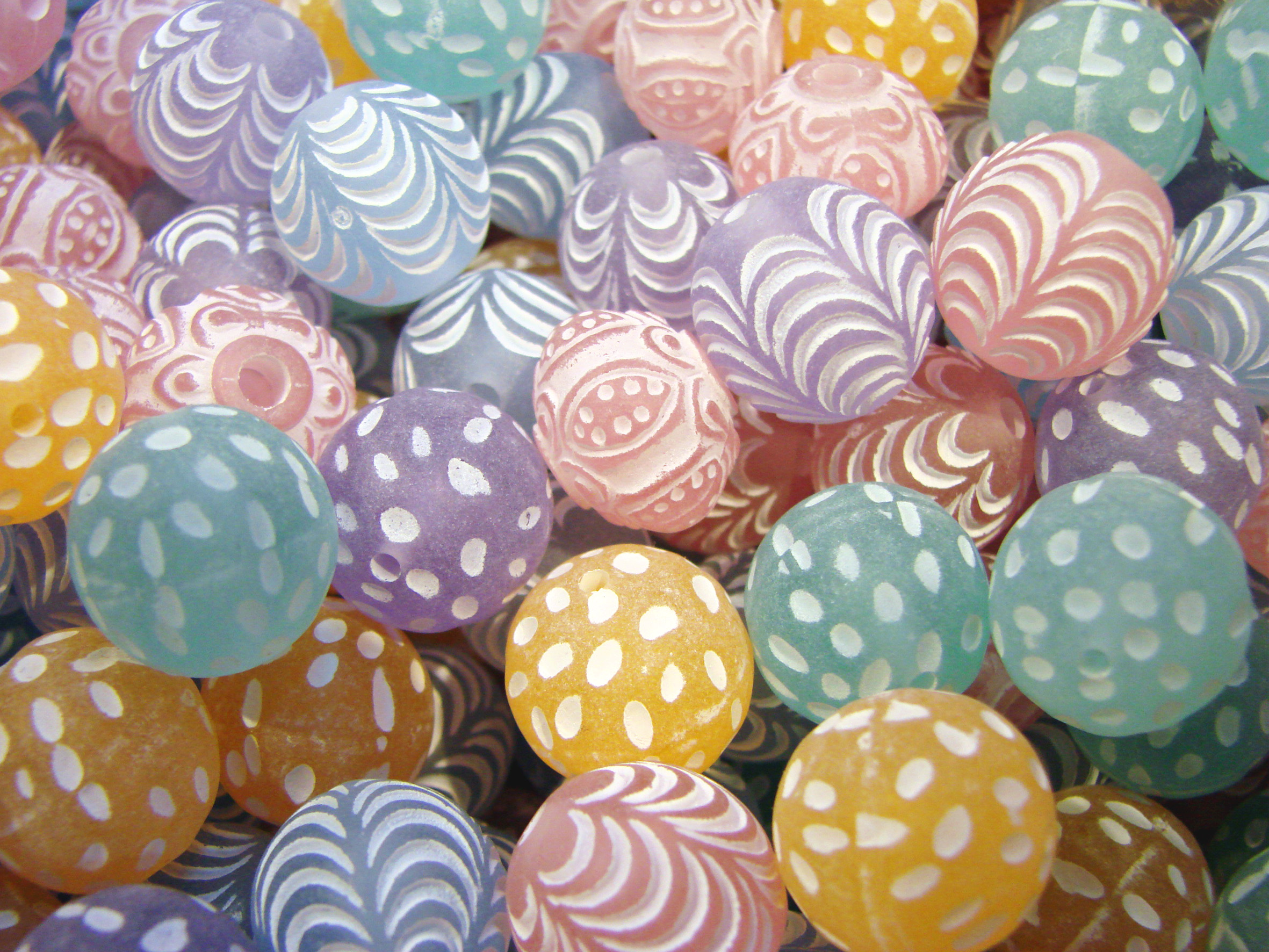
파스텔 색의 비즈들.